# Château de La Faloise
Le château de La Faloise est situé sur le territoire de la commune de La Faloise, dans le département de la Somme, au sud d'Amiens.

## Historique
Le château de La Faloise était une forteresse qui appartint à Jean de Montmorency, en 1327, il fut détruit lors de la Grande Jacquerie de 1358 et restauré au XVe siècle, période où il servit de garnison aux troupes anglaises à la fin de la guerre de Cent Ans. 
En 1441, le château fut pris par Philippe de Saveuse, capitaine d'Amiens. Le duc de Bourgogne qui tenait les villes de la Somme depuis le traité d'Arras de 1435, décida sa destruction. Cependant, la destruction ne fut pas mener à son terme puisqu'en 1589, La Ligue y tenait garnison. En 1472, Charles le Téméraire campa avec ses troupes à La Faloise.
Le château passa aux Roye, puis à la famille de Bourbon-Condé au XVIe siècle. En 1628, il est acheté par Sully, ministre d'Henri IV puis au XVIIIe siècle au marquis de Vibraye.
Selon la tradition locale, le roi Henri IV serait venu à plusieurs reprises à La Faloise pour y chasser. Une des chambres de la tour porte son nom[réf. souhaitée].
En 1776, Louis Hurault, marquis de Vibraye, brigadier des armées du Roi (1733-1802) vend La Faloise à Louis du Gard, écuyer de la grande écurie du Roi. En 1793, Louis du Gard revend La Faloise à Joseph Alexandre de Bray, négociant à Amiens.
En 1804, la famille de Bray revend La Faloise à Louis Frédéric Bourgeois de Mercey, auquel succède son fils, Frédéric Bourgeois de Mercey, mort à La Faloise en 1860.
À la fin du XVIIIe siècle, un corps de bâtiment d'habitation en pierre, fut édifié à l'arrière, sa façade principale s'ouvrant sur le jardin.
Durant la première moitié du XIXe siècle, des travaux de restauration furent entrepris.

## Caractéristiques
Il subsiste du château médiéval une poterne, composée d'une tour carrée en pierre, cantonnée de deux tourelles en éperon pentagonal. Le rez-de-chaussée est percé de fentes de tir. La voûte du passage est surmontée de trois étages abritant chacun une pièce d'habitation. Une tourelle accolée à la cour carrée est surmontée d'un lanternon. Un escalier extérieur permettait d'accès aux étages. La fenêtre de la pièce du premier étage a conservé son décor de moulures prismatiques du XVe siècle.
Le bâtiment en brique et pierre donnant sur cour date du XIXe siècle .
Un pigeonnier octogonal et un abreuvoir de l'ancienne ferme subsistent.